# R55 (Jordanien)
Die Route 55 ist eine Fernstraße in Jordanien. Die Straße ist eine kurze Nord-Süd-Verbindung im Nordwesten des Landes, zwischen der Stadt Irbid und Adschlun und ist 35 Kilometer lang.

## Straßenbeschreibung
Die Straße beginnt in Irbid im Zentrum der Stadt an der Route 10. Die Route 55 ist vorwiegend einspurig ausgebaut. Sie führt nach Süden durch die bewaldeten Hügel und Wälder des Adschlun-Gebirges, vorbei an der arabischen Festung Qalaʿat ar-Rabad in die Stadt Adschlun, wo ein Stück mit 2 × 2 Fahrstreifen ausgebaut ist. Südlich von Adschlun endet sie an der Route 20.

## Geschichte
Die Route 55 ist von lokaler und regionaler Bedeutung für den Verkehr im Nordwesten Jordaniens. Der zweispurige Abschnitt bei Adschlun ist in den 90er Jahren oder früher gebaut worden. Dieser südliche Teil wird viel von Touristen befahren, die von Jerash kommend die Festung Adschlun besichtigen.

## Zukunft
Im Jahr 2011 wurde mit dem Bau einer Autobahn um Irbid begonnen. Dies ist wahrscheinlich ein Teil der Route 55 und ist wichtig für die Route 35, da die Route nicht mehr durch Irbid geführt werden muss.

## Städte an der Route 55
- Irbid
- Adschlun